# Morti nel 1588
| Questa pagina contiene informazioni ricavate automaticamente dalle voci biografiche con l'ausilio del template Bio e di un bot. L'aggiornamento è periodico e automatico e ricostruisce completamente la pagina. Se manca una persona in questa lista, sei pregato di non aggiungerla, ma accertati piuttosto che la sua voce biografica contenga il template Bio e che i dati anagrafici siano correttamente compilati. Se il template Bio manca, inseriscilo tu stesso o, in alternativa, metti l'avviso {{tmp\|Bio}} che ne segnala la mancanza. Se i dati riportati sono sbagliati, correggi direttamente la voce biografica; le modifiche saranno visibili in questa lista entro pochi giorni. Per chiarimenti vedi il progetto biografie. La lista contiene solo le 72 persone che sono citate nell'enciclopedia e per le quali è stato implementato correttamente il template Bio. Pagina aggiornata al 10 giu 2025. |

## Gennaio(1)
- 5 gennaio - Qi Jiguang, generale e scrittore cinese (n. 1528)

## Febbraio(5)
- 9 febbraio - Álvaro de Bazán, generale spagnolo (n. 1526)
- 12 febbraio - Joachim I von Alvensleben, politico tedesco (n. 1514)
- 22 febbraio - Jacopo Guidi, vescovo cattolico e teologo italiano (n. 1514)
- 24 febbraio - John Manners, IV conte di Rutland, nobile inglese (n. 1559)
- 24 febbraio - Johann Wier, medico olandese (n. 1515)

## Marzo(5)
- 1º marzo - Vincenzo Morosini, politico italiano (n. 1511)
- 5 marzo - Enrico I di Borbone-Condé, principe (n. 1552)
- 9 marzo - Pomponio Amalteo, pittore italiano (n. 1505)
- 10 marzo - Theodor Zwinger, scienziato svizzero (n. 1533)
- 25 marzo - Giuseppe Moleti, scienziato italiano (n. 1531)

## Aprile(2)
- 4 aprile - Federico II di Danimarca, re (n. 1534)
- 19 aprile - Paolo Veronese, pittore italiano (n. 1528)

## Maggio(2)
- 5 maggio - Giorgio Biandrata, medico italiano (n. 1516)
- 28 maggio - Francesco Bandini Piccolomini, arcivescovo cattolico italiano (n. 1505)

## Giugno(7)
- 2 giugno - Sperone Speroni, scrittore e filosofo italiano (n. 1500)
- 5 giugno - Anne Cecil, nobile inglese (n. 1556)
- 7 giugno - Filippo II di Baden-Baden, nobile tedesco (n. 1559)
- 10 giugno - Valentin Weigel, teologo, filosofo e scrittore tedesco (n. 1533)
- 13 giugno - Anna di Nassau, principessa (n. 1563)
- 20 giugno - Kumabe Chikanaga, sovrano (n. 1516)
- 23 giugno - Innocent Gentillet, giurista francese

## Luglio(4)
- 5 luglio - Cornelio Firmano, vescovo cattolico italiano
- 7 luglio - Sassa Narimasa, militare giapponese (n. 1536)
- 16 luglio - Agnes Keith, nobile scozzese (n. 1540)
- 28 luglio - Giuliano di Pierfrancesco de' Medici, arcivescovo cattolico italiano (n. 1520)

## Agosto(7)
- 6 agosto - Giosia I di Waldeck, nobile tedesco (n. 1554)
- 8 agosto - Tommaso Ferraro, pittore, scultore e architetto italiano
- 8 agosto - Alonso Sánchez Coello, pittore spagnolo
- 10 agosto - Bernardino Bricennio, vescovo cattolico italiano (n. 1513)
- 12 agosto - Alfonso Ferrabosco l'Anziano, compositore italiano (n. 1543)
- 28 agosto - Giovanni Antonio Volpe, vescovo cattolico italiano (n. 1513)
- 30 agosto - Margherita Ward, inglese

## Settembre(3)
- 3 settembre - Filippo Sassetti, mercante, linguista e viaggiatore italiano (n. 1540)
- 4 settembre - Robert Dudley, I conte di Leicester, conte inglese (n. 1532)
- 4 settembre - Claudio Gonzaga, nobile italiano (n. 1548)

## Ottobre(3)
- 2 ottobre - Bernardino Telesio, filosofo e scrittore italiano (n. 1509)
- 10 ottobre - Nicolás Monardes, medico e botanico spagnolo (n. 1493)
- 23 ottobre - Juan Martínez de Recalde, ammiraglio spagnolo (n. 1540)

## Novembre(3)
- 1º novembre - Jean Dorat, scrittore e poeta francese (n. 1508)
- 2 novembre - Wilhelmus Lindanus, vescovo cattolico, ebraista e teologo olandese (n. 1525)
- 12 novembre - Cesare Marullo, arcivescovo cattolico italiano (n. 1537)

## Dicembre(3)
- 19 dicembre - Esther Handali, imprenditrice ottomana
- 23 dicembre - Enrico di Guisa, condottiero francese (n. 1550)
- 24 dicembre - Luigi di Guisa, cardinale e arcivescovo cattolico francese (n. 1555)

## Senza giorno specificato(27)
- Giovanni Battista Antonelli, ingegnere militare italiano (n. 1527)
- Luigi Bardone, teologo italiano (n. 1505)
- Bartolomeo Bertazzoli, giurista, avvocato e politico italiano (n. 1520)
- Raffaello Borghini, commediografo e poeta italiano (n. 1537)
- Antonio Carafa, militare italiano
- Tiberio Carafa, vescovo cattolico italiano
- Maternus Cholinus, tipografo e editore tedesco (n. 1525)
- Doamna Chiajna, nobile romena (n. 1525)
- Diego Durán, religioso e storico spagnolo (n. 1537)
- Pietro Follerio, giurista italiano (n. 1518)
- Agostino Ghirlanda, pittore e letterato italiano
- Luis de Granada, teologo e presbitero spagnolo (n. 1504)
- Jacques Le Moyne de Morgues, cartografo e illustratore francese
- Marco Marchetti, pittore italiano
- Plautilla Nelli, religiosa e pittrice italiana (n. 1524)
- Bernardino Passeri, incisore, pittore e disegnatore italiano (n. 1540)
- Girolamo Pico della Mirandola, nobile e militare italiano (n. 1525)
- Anna Seymour, nobile e scrittrice inglese (n. 1538)
- Kenau Simonsdochter Hasselaer, mercante olandese (n. 1526)
- Sinān, architetto ottomano (n. 1489)
- Sönam Gyatso, monaco buddhista tibetano (n. 1543)
- Pietro Soriano, presbitero italiano (n. 1515)
- Jacopo Strada, pittore, architetto e numismatico italiano (n. 1507)
- Sō Yoshishige, militare giapponese (n. 1532)
- Miguel de Oquendo y Segura, ammiraglio spagnolo (n. 1524)
- Claudio I di Borbone-Busset, nobile francese (n. 1531)
- Willem van Tetrode, scultore olandese